# Culla

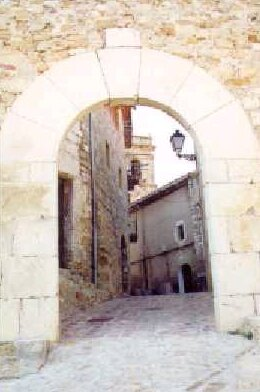
"Puerta Nueva"

Culla es un municipio de la Comunidad Valenciana, España. Situado en la provincia de Castellón y perteneciente a la comarca del Alto Maestrazgo. Forma parte de la Asociación Los pueblos más bonitos de España.

## Geografía
Situada en plena sierra de Seguras su clima es continental. Su orografía se caracteriza por grandes desniveles, profundos barrancos y numerosas cuevas y simas, lo cual proporciona un fuerte atractivo natural y paisajístico a la zona.
El clima es mediterráneo, pero con contrastes más acusados debido a la influencia del elemento orográfico. Los inviernos son un poco más fríos que en la costa con lo que no es raro ver la nieve. Los veranos son muy agradables, con calor durante el día y fresco por la noche.
Se accede a esta localidad desde Castellón de la Plana tomando la CV-10 y luego la CV-15 y posteriormente la CV-163.

### Barrios y pedanías
En el término municipal de Culla se encuentran los siguientes núcleos de población:
- Molinell (62 hab.)
- Monllat (61 hab.)
- Pla del Sabater (50 hab.)
- Torre de Matella (42 hab.)
- Sales de Matella (19 hab.)
- Riu Sec (18 hab.)
- Mel o Pla de la Torreta (18 hab.)
- Paulo (13 hab.)
- Roques de Llao (10 hab.)

### Localidades limítrofes
El término municipal de Culla limita con las siguientes localidades:
Benasal, Villar de Canes, Torre de Embesora, Albocácer, Sierra Engarcerán, Useras, Adzaneta, Benafigos y Vistabella del Maestrazgo todas ellas de la provincia de Castellón.

## Historia
Remonta sus orígenes a épocas prehistóricas. Prueba de ello son los restos arqueológicos encontrados alrededor de la Fuente de la Carrasca y en la Roca del Corb, así como las pinturas rupestres del Barranco de Santa María y Covarxa o los restos del poblado íbero del Castellar.
Hasta la Edad Media se carece de datos históricos sobre el municipio de Culla, siendo incierta la época de dominación romana. Fue dominio musulmán hasta principios del siglo XIII, y quedó definitivamente en manos cristianas a raíz de su reconquista por Blasco de Alagón en 1233. Jaime I donó a dicho noble la villa y castillo de «Cuellar» por privilegio del 11 de mayo de 1235.
Culla recibió su Carta de Población en 1244, de manos de Guillermo III de Anglesola y de Constanza de Alagón, su mujer.
Poco después se disputaban su posesión Guillermo IV de Anglesola, hijo de los anteriores, y Blasco II de Alagón, su primo, señor de Sástago, nieto también del concesionario. El castillo de Culla jugaba un importante papel estratégico por su situación y por lo amplio de su territorio. Era por entonces castellano del mismo Arnau de Monsonís. Por sentencia de 1264, Jaime I dirimió el pleito a favor del de Anglesola. Y en 1303, éste vendió Culla y todos sus dominios a la Orden del Temple por un precio de 500.000 sueldos jaqueses.
En 1312 el papa Clemente V disolvió el Temple, y desde 1317 sus posesiones en la Corona de Aragón pasaron a depender de la Orden de Santa María de Montesa, fundada precisamente para recoger esta herencia. La bailía de Culla quedó en poder de la Orden de Santa María de Montesa, siendo Bernat de Monsonís el primer Comendador Mayor de la nueva Orden y comendador también de Ares y de Peñíscola. La Orden de Santa María de Montesa conservó el dominio del Castillo y Señorío de Culla hasta el siglo XIX.
En el siglo XIV se formó la Setena de Culla o «Comunitat d'Herbatge» que estaba integrada por Culla, Benasal, Vistabella del Maestrazgo, Adzaneta, Benafigos, Villar de Canes y la Torre de Embesora. Esta agrupación de municipios compró a la Orden de Montesa los derechos de explotación de los recursos pecuarios y forestales, para de esta forma defender con más fuerza sus intereses ganaderos comunes. El funcionamiento de la Setena de Culla perduró hasta mediados del siglo XIX.
En el siglo XVIII se construye la  actual iglesia, la ermita de San Cristóbal, y otras obras de mejora y ampliación del casco urbano.

## Demografía
Culla cuenta con una población de 493 habitantes (INE 2024).
| Gráfica de evolución demográfica de Culla entre 1842 y 2021                                                         |
| |
| Población de derecho según los censos de población del INE Población de hecho según los censos de población del INE |

## Economía
Basada tradicionalmente en la agricultura de secano (almendro, avellano, olivar, vid y cereales) y en la ganadería.
La ganadería predominante es extensiva (ovino, caprino, bovino), y en menor medida intensiva (porcino, avícola y apícola).

## Administración y política

#### Elecciones locales
| Partido político                                | 2015  | 2015  | 2015       | 2019  | 2019  | 2019       | 2023  | 2023  | 2023       |
| Partido político                                | Votos | %     | Concejales | Votos | %     | Concejales | Votos | %     | Concejales |
| Partido Popular (PP)                            | 286   | 88,00 | 7          | 275   | 84,10 | 7          | 243   | 81,82 | 6          |
| Partit Socialista del País Valencià (PSPV-PSOE) | 30    | 9,23  | 0          | 24    | 7,34  | 0          | 50    | 16,84 | 1          |
| Ciudadanos - Partido de la Ciudadanía (Cs)      | -     | -     | -          | 21    | 6,42  | 0          | -     | -     | -          |

Alcaldía
| Periodo   | Nombre                                      | Partido |
| --------- | ------------------------------------------- | ------- |
| 1979-1983 | Rafael Rull Miralles                        | UCD     |
| 1983-1987 | Francisco-Hortelano Edo Roig                | AP      |
| 1987-1991 | Nicomedes Bellés Orenga                     | AP / PP |
| 1991-1995 | Juan-Miguel Alcácer Bellés                  | PP      |
| 1995-1999 | Manuel Traver Beltrán                       | PP      |
| 1999-2003 | Luis Moliner Miralles                       | PP      |
| 2003-2007 | Luis Moliner Miralles                       | PP      |
| 2007-2011 | José Francisco Bellés Porcar                | PP      |
| 2011-2015 | José Francisco Bellés Porcar                | PP      |
| 2015-2019 | Víctor Fabregat Tena                        | PP      |
| 2019-2023 | Víctor Fabregat Tena / Heredio Bellés Sales | PP      |
| 2023-act. | Heredio Bellés Sales                        | PP      |

## Patrimonio

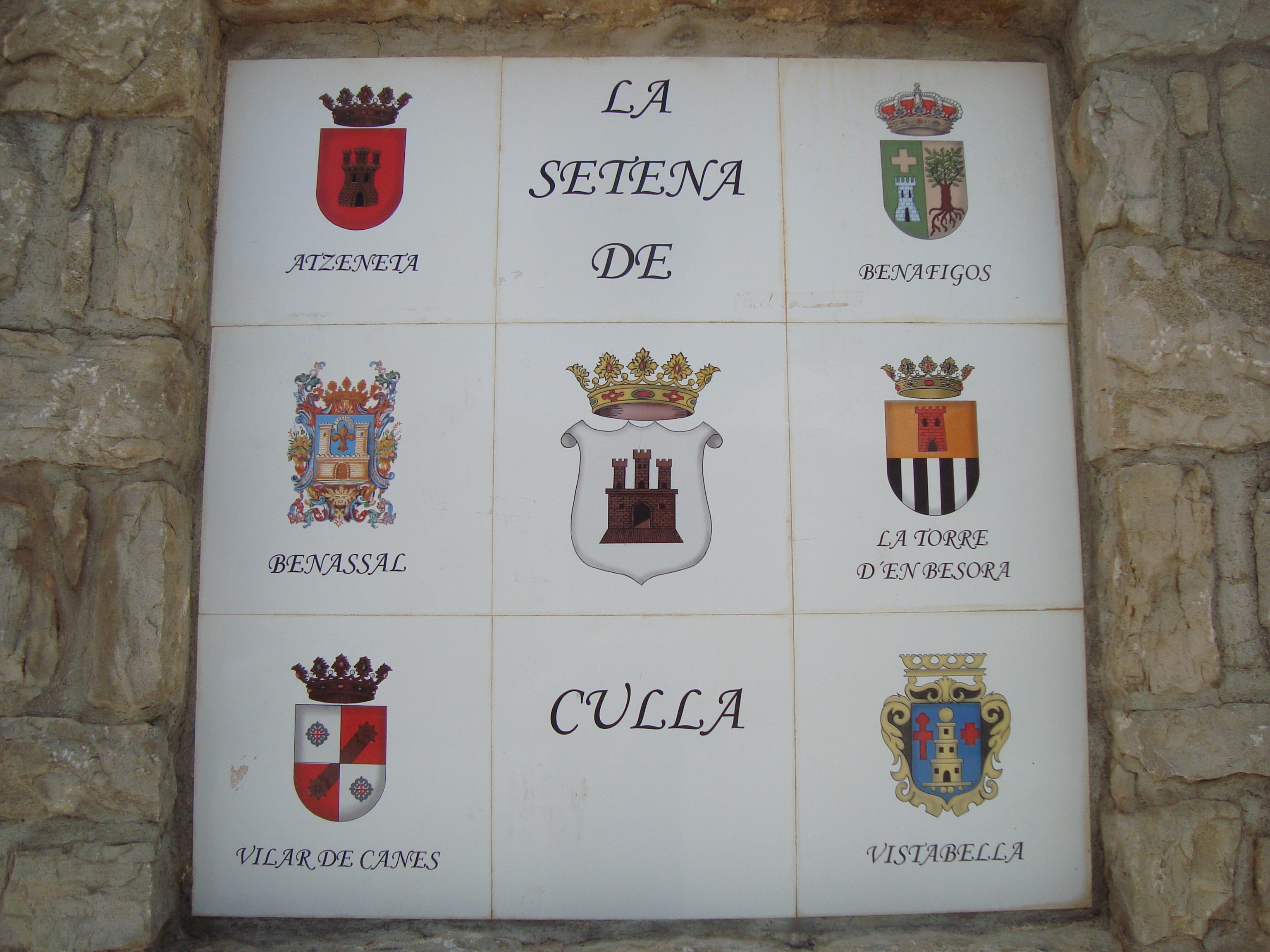
Pueblos de la "Setena de Culla"

La población conserva en su casco urbano su trazado medieval.

### Religioso

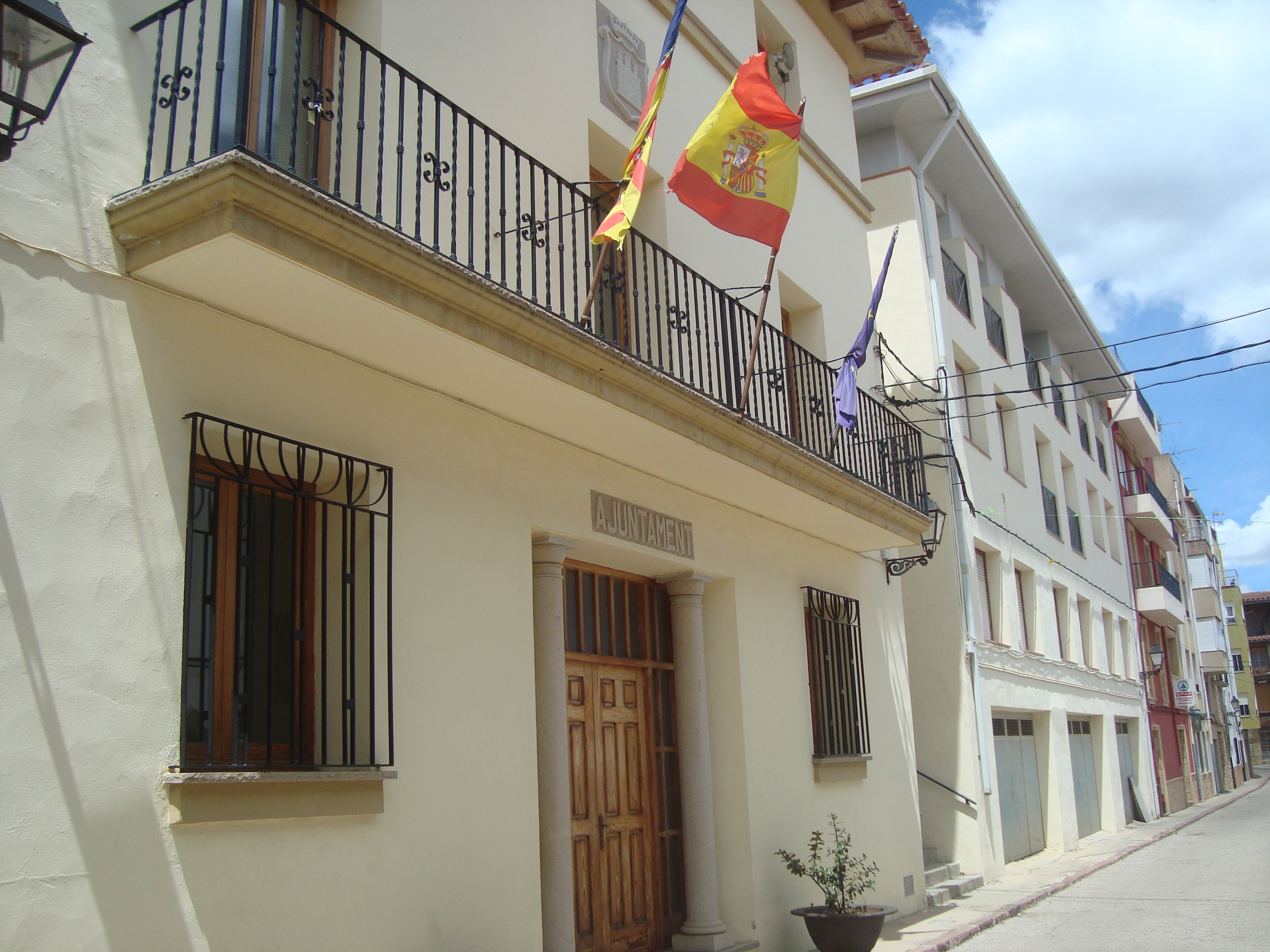
Ajuntament de Culla

- Ajuntament de CullaIglesia parroquial del Salvador. Fue construida sobre otra anterior a principios del siglo XVIII. En el interior se encuentra el retablo de San Roque, tríptico en pintura del siglo XVI, y la estatua en piedra de El Salvador, patrón del municipio de Culla, de estilo gótico y que data del siglo XV.
- Ermita de San Roque, construida en el siglo XVI.

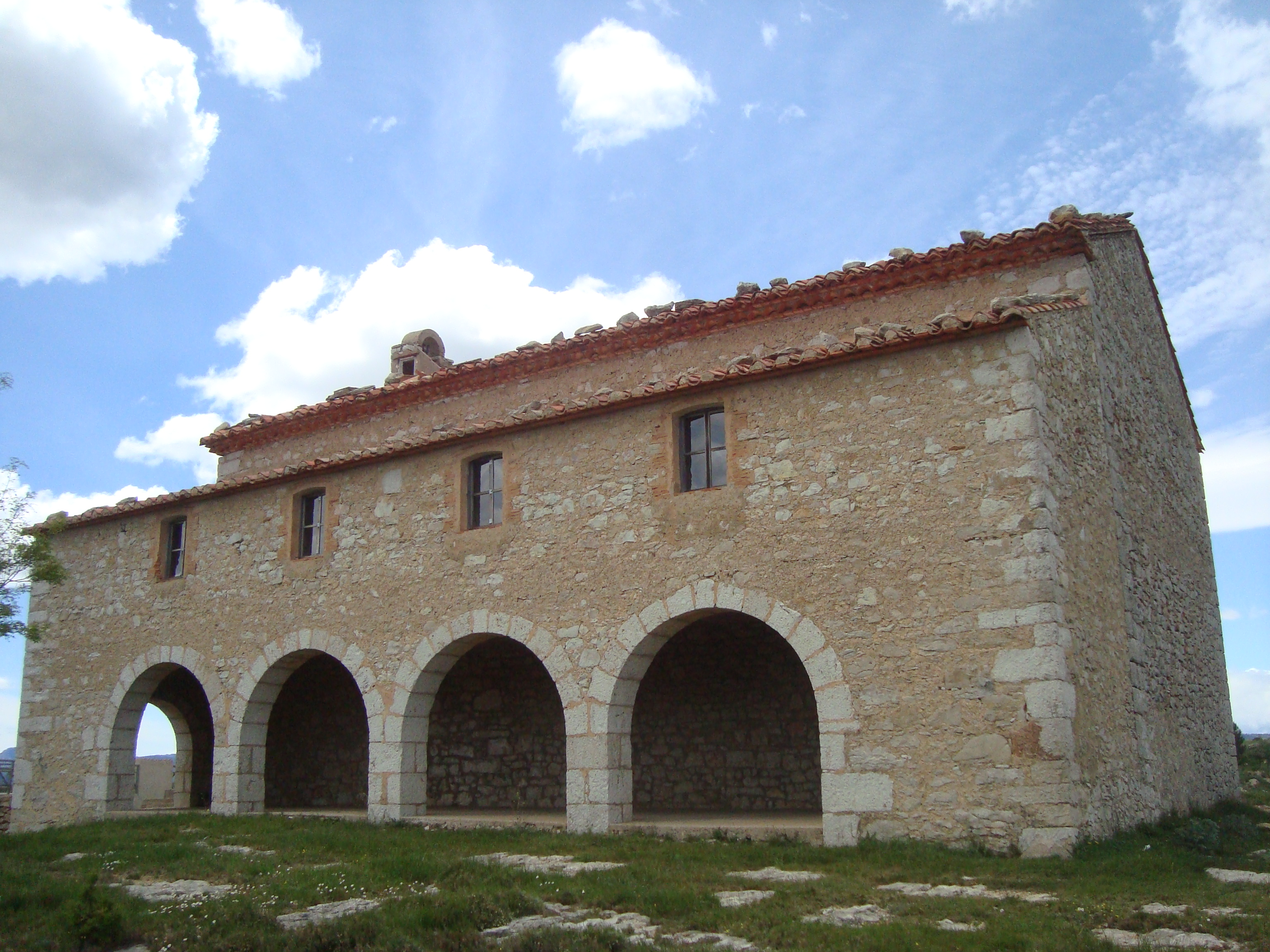
Ermita de San Cristóbal (Culla)

- Ermita de San Cristóbal (Culla)Ermita de San Cristóbal, construida a finales del siglo XVIII.

### Civil
- Casco antiguo.
- Castillo de Culla. En el siglo XIX, fruto de la guerra carlista de los siete años, fue destruido y arrasado, quedando básicamente la imagen actual de la localidad. Destacan la Torre de Frare Pere y la puerta de entrada a la Barbacana del Castillo, con los escudos de armas de la Orden de Montesa.
- "La Presó" (ss. XIII y XIV), antiguo Granero del Comendador que fue utilizado como prisión durante las guerras carlistas.

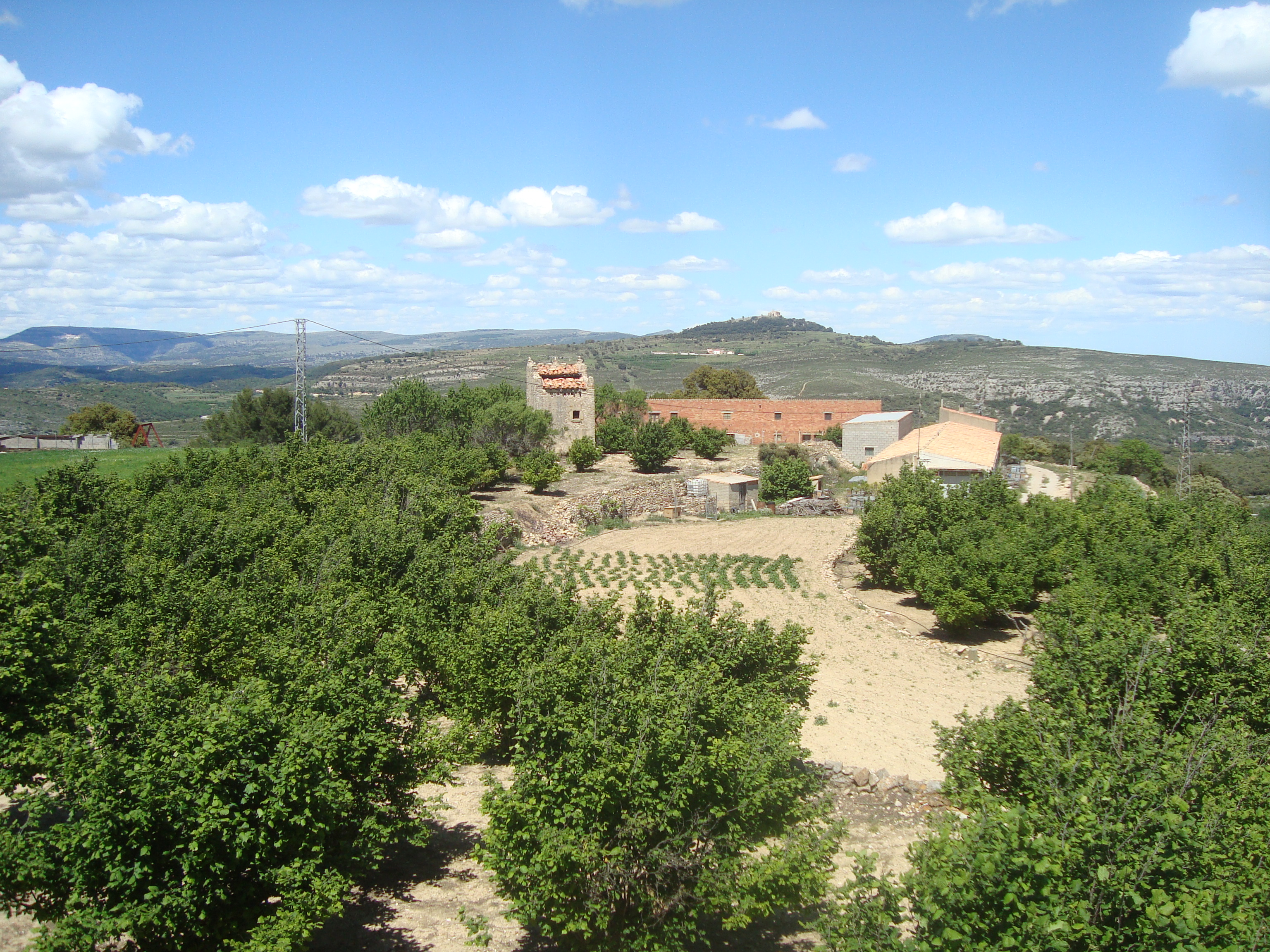
Torre del Palomar (Culla)

- Torre del Palomar (Culla)Antiguo Hospital, del siglo XVII, rehabilitado en 1993.

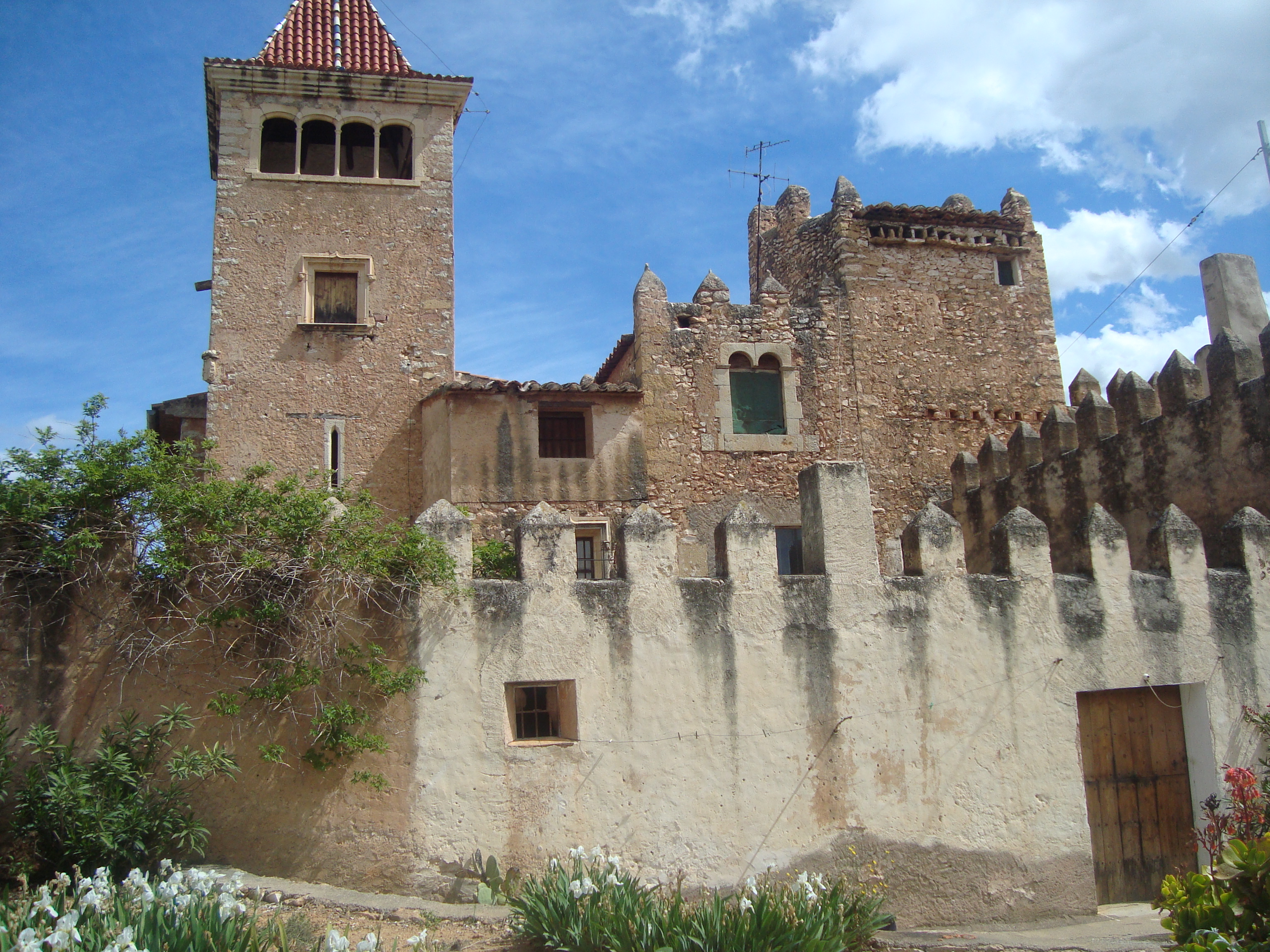
Torre Matella (Culla)

- Torre Matella (Culla)Torre Matella

## Lugares de interés

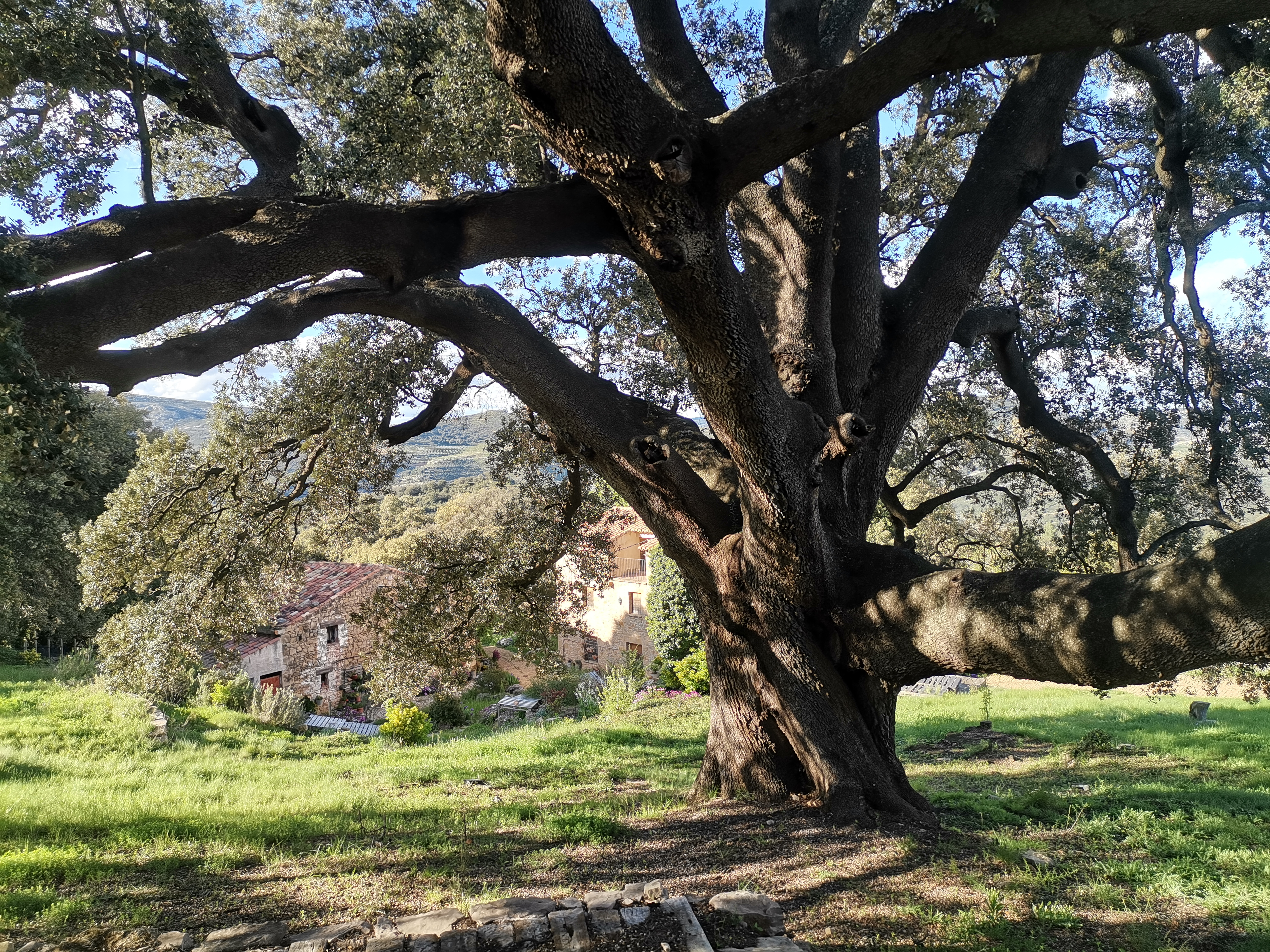
Gran carrasca cinco veces centenaria de Culla

- Cuevas, Fuentes y Simas de la zona del Río Monleón. Entre las zonas de mayor valor ecológico, se encuentra la zona del Río Monleón, tanto por la proliferación de flora y fauna autóctona (acebo, cabra ibérica, jabalí, aves rapaces, buitres, pequeños roedores, etc.), como por lo agreste del terreno, destacando por las numerosas simas, cuevas y por el abancalamiento típico de finales del siglo XIX, en la actualidad abandonado.
- Cuevas, Fuentes y Simas de la zona del Río Molinell. En esta zona abundan los puntos de agua y que antiguamente propició la construcción de numerosos molinos de agua en las masías cercanas al Río Molinell y que en la actualidad están en desuso, aunque perdura su interés etnológico:  Molí Alt, Moli Toni, Molí Tòfol, Molinet y Molí Teressa.
- Mirador del Terrat, que con unas impresionantes vistas panorámicas permiten disfrutar del paisaje de la comarca y, si el día acompaña, ver incluso el mar Mediterráneo.
- "Carrasca" de Culla. Encina centenaria que ha sido calificada como árbol monumental de la Comunidad Valenciana.

Cavidades más representativas:
- Cueva del Bobalar. En la zona del Bobalar con un P.R. señalizado que llega hasta allí, se trata de un gran abrigo.
- Cueva Fosca, a 150 m de la cova del Bobalar.
- Cueva de les Cabres, cerca del río Monleón.
- Cueva de la Morería, en la Sierra Espaneguera, en el barranco de la Morería.
- Avenc del Más de Paulo, en la Sierra Espaneguera por encima del Más de Paulo.
- Avenc dels Prefundos, cerca del Más de l'Hostalas, entre Rosildos e Ibarsos.
- Avenc de Penyacalba, cerca del Más de Peñacalba, cavidad muy bonita pero cerrada.
- Mina de Montardit, cerca del Coll de la Mancha.
- Cueva de la Palla, Mas de la Cova de la Palla.
- Cueva Blanca, en los cortados del río Monleón.

## Fiestas
- Las Fiestas Patronales, se celebran a mitad de agosto, coincidiendo con el 15, 16 y 17 de este mes, en honor de la Asunción de la Virgen, San Roque y El Salvador.
- Fiesta de San Miguel, que se celebra el último fin de semana de septiembre.

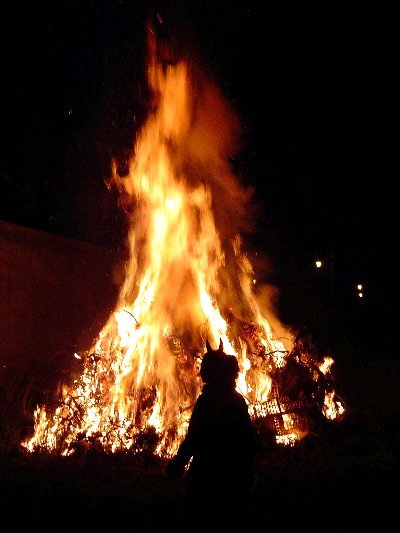
Fiestas de San Antonio.

- Fiesta de San Pedro Mártir y de San Antonio Abad, que se celebran el último fin de semana completo de abril, siendo de destacar Les Albaes (cantos populares en valenciano). También es muy conocida la entrega de la Coqueta, elaborada de forma tradicional por los Mayorales de San Antonio en colaboración con los vecinos del municipio, y las posteriores Corregudes.
- Romería a San Juan de Peñagolosa, en el término de Vistabella, cuyo origen se remonta al siglo XIV y que todavía hoy se sigue celebrando el sábado de la Semana del Corpus Christi.
- Celebración del Corpus Christi, con la Procesión desde la Iglesia por las calles del casco urbano, los majestuosos Pendons, los altares florales y los niños haciendo sonar los tradicionales "Pixurrulls".

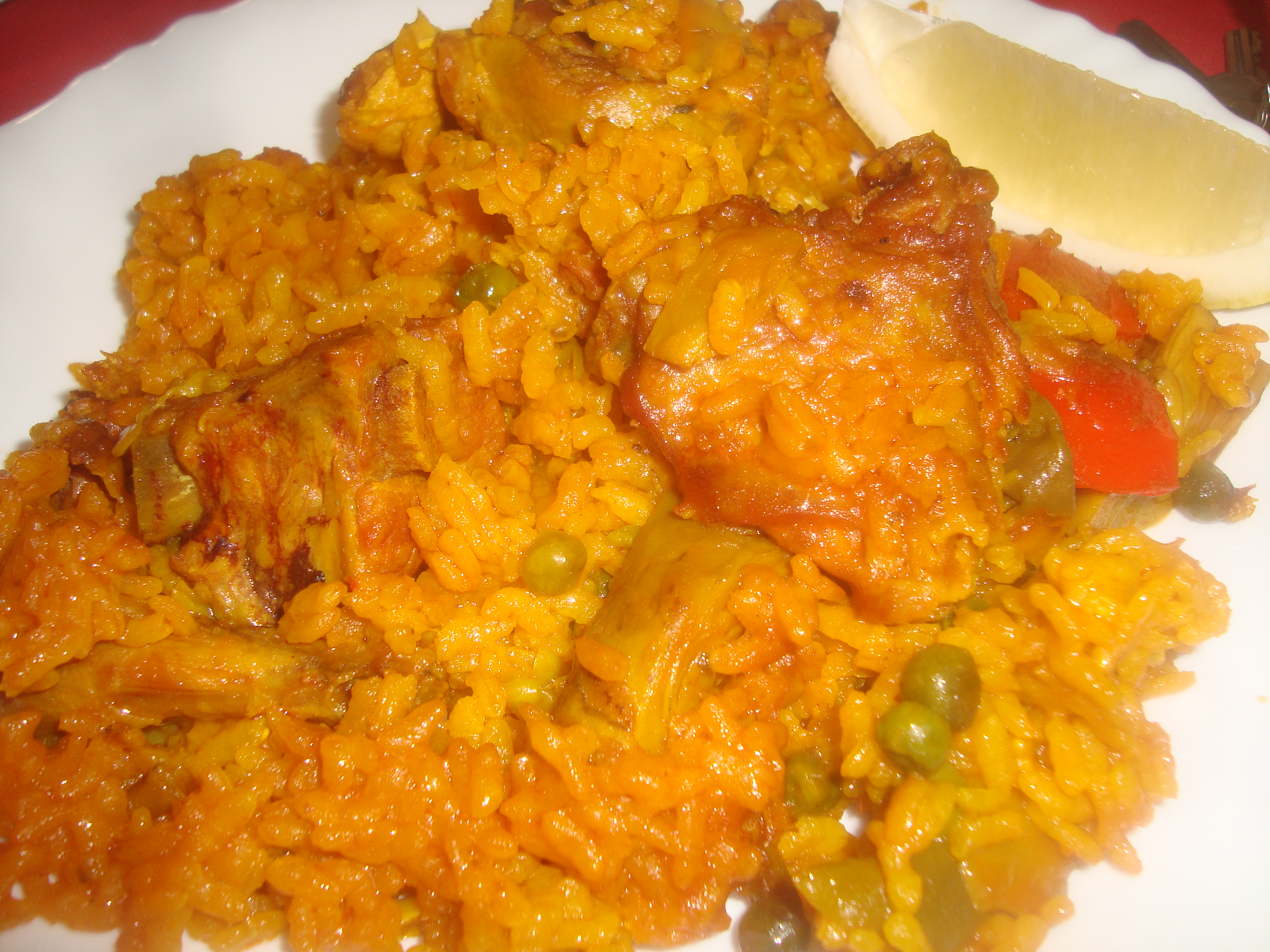
Plato de paella.

## Gastronomía

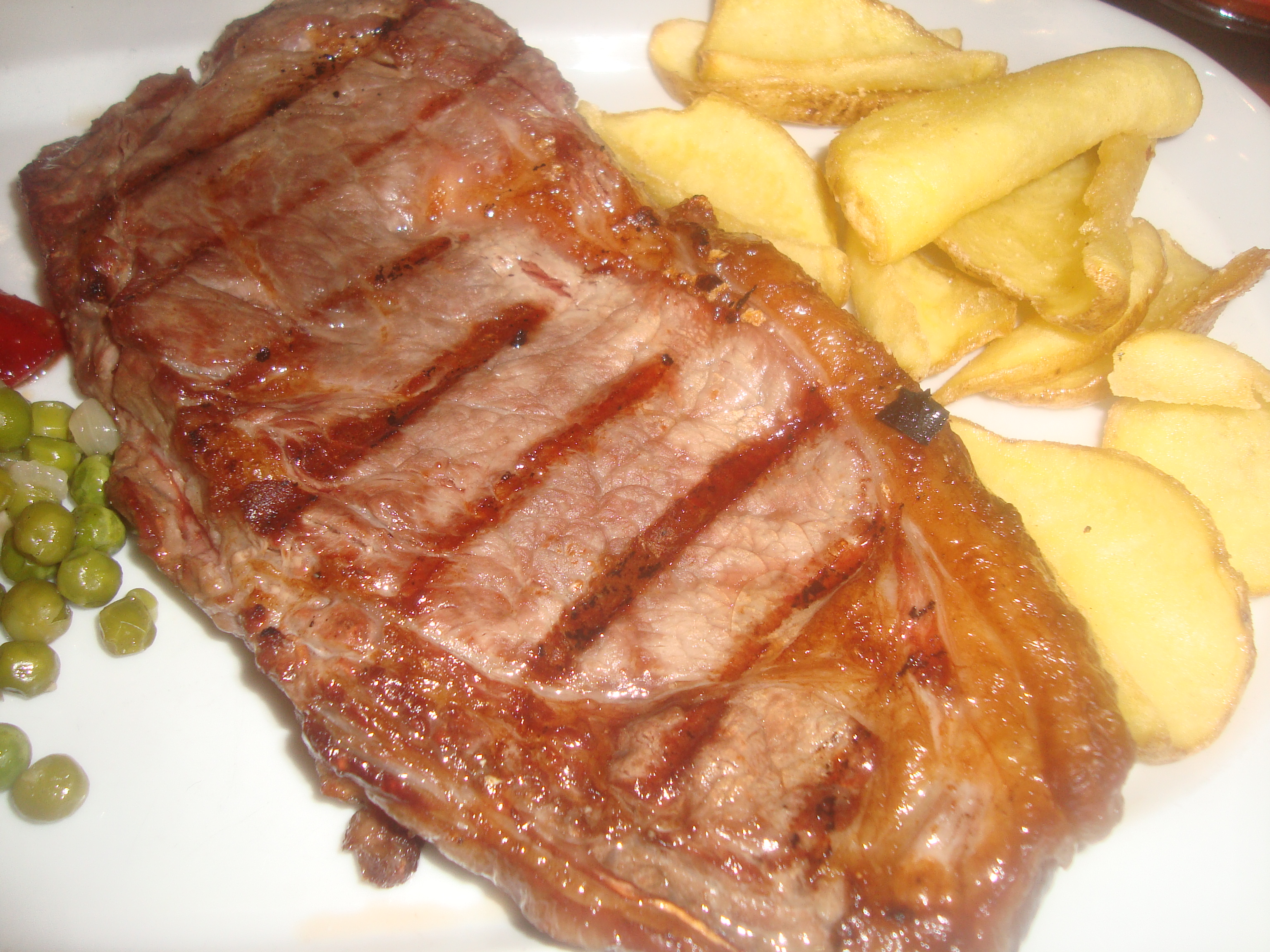
Entrecot cocinado a la brasa.

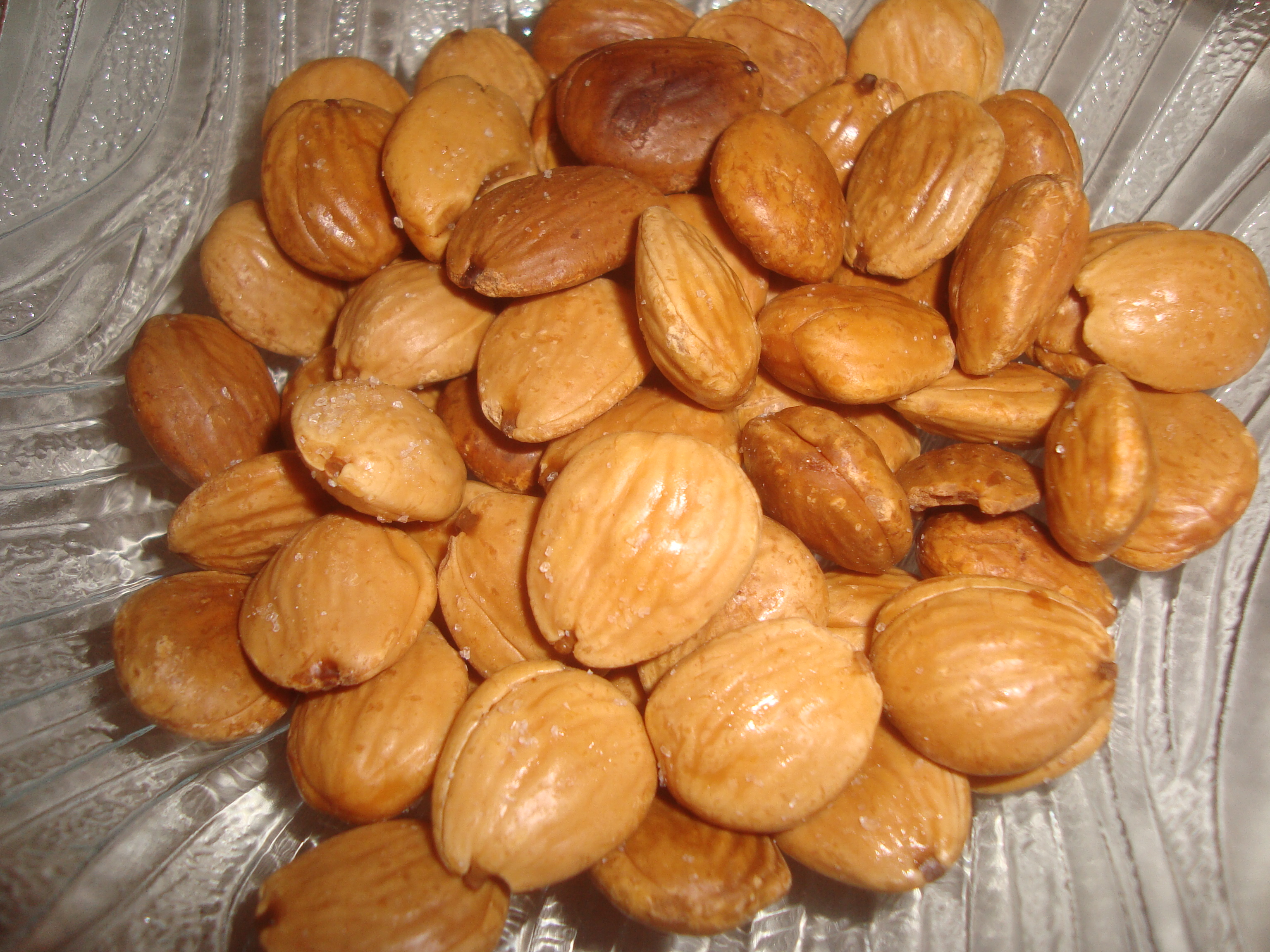
Almendras.

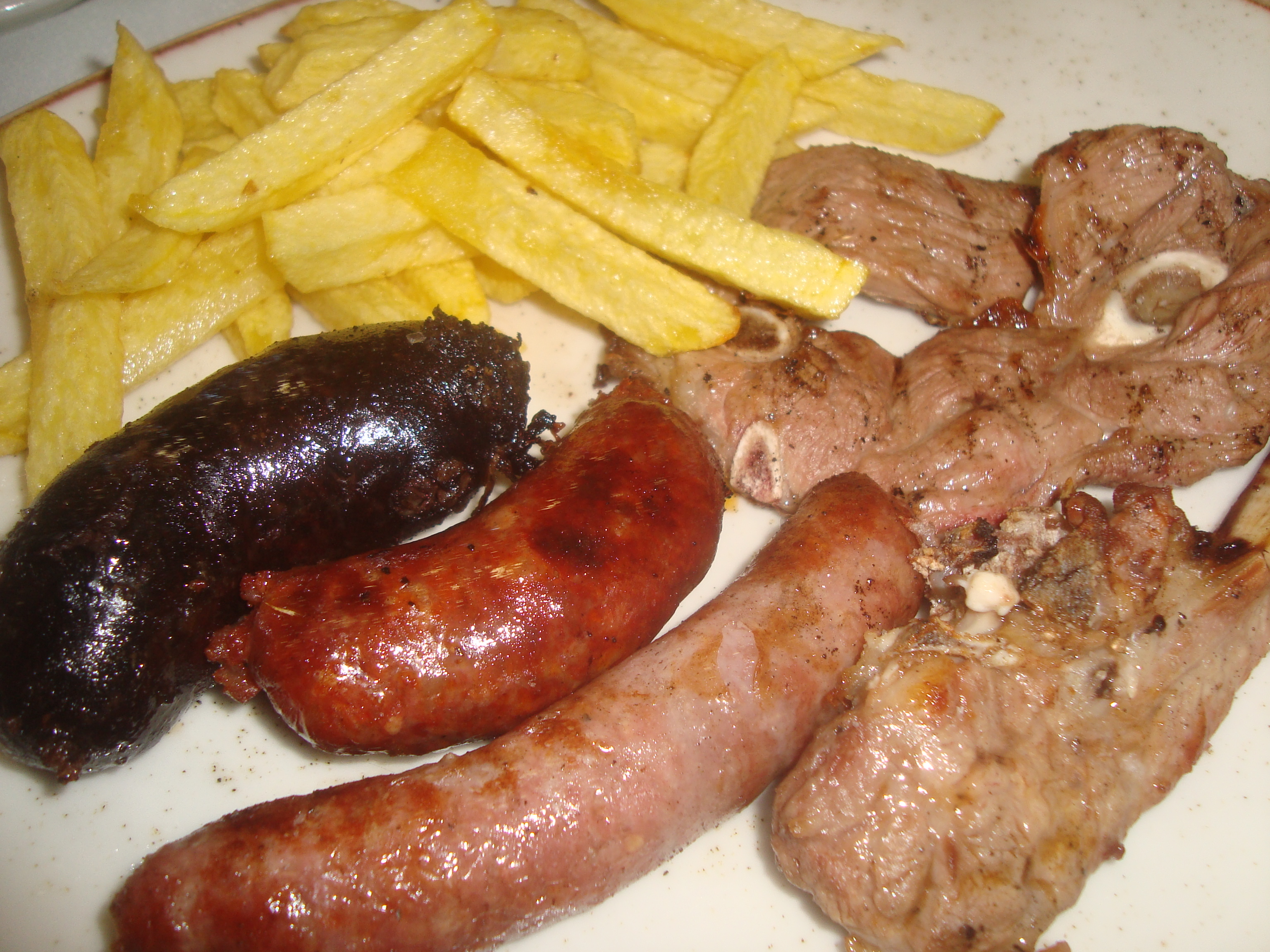
La "Torrá".

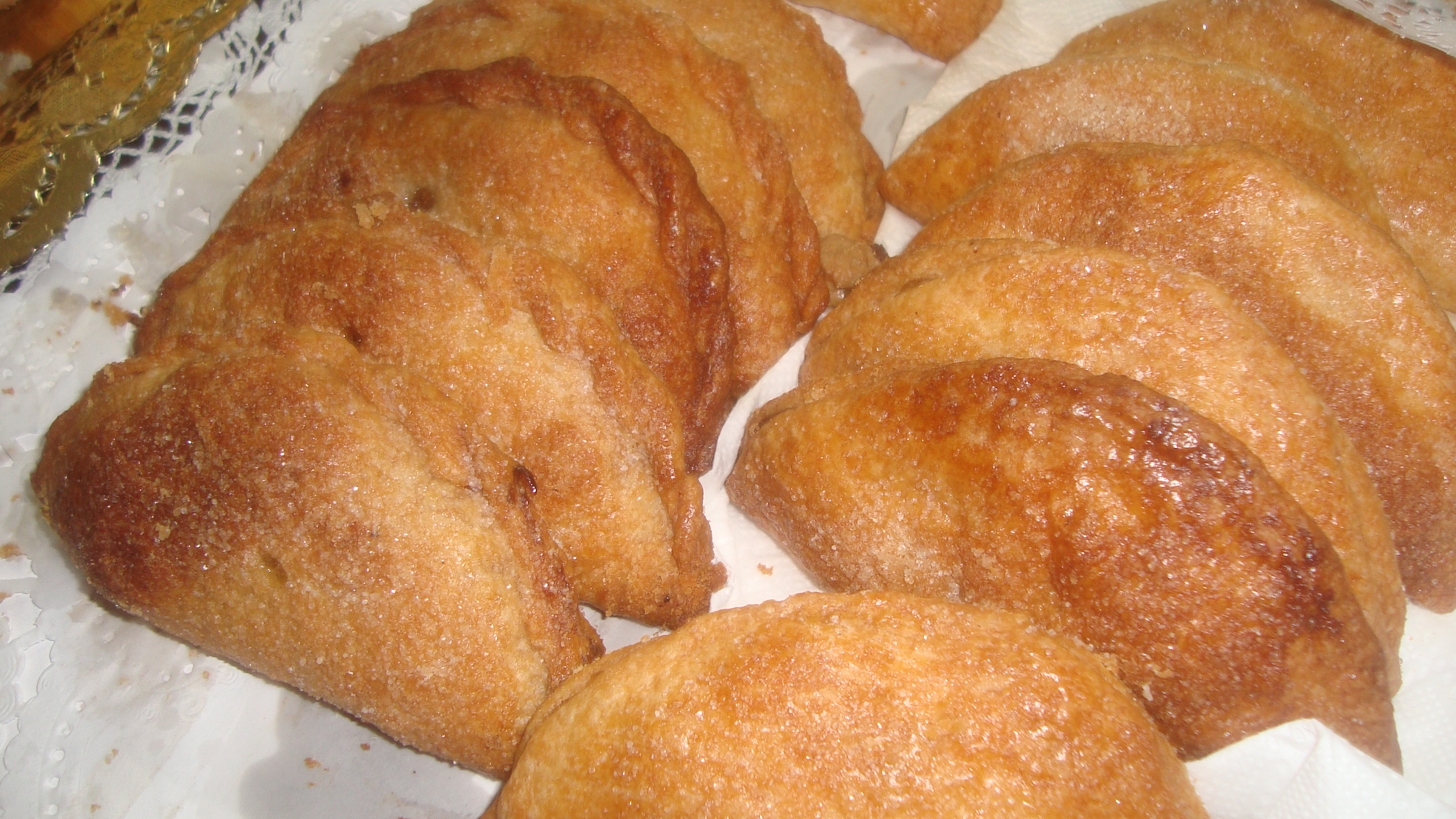
Pastissets de Culla.

La variedad de platos tradicionales y su elaboración artesana, hacen de la cocina de Culla un punto de fuerte atractivo para los visitantes. Entre los platos más conocidos hay que reseñar el "Conejo con salsa de rovellones", "Cabrito con caracoles blancos", "La carne de ternera", paella, carne a la brasa, longanizas y morcillas con "alioli" (ajoaceite), y el "Perol".